# Peter i Rosemary Grantowie
Peter Raymond Grant (ur. 26 października 1936 w Londynie) i Barbara Rosemary Grant (ur. 8 października 1936 w Arnside) – brytyjskie małżeństwo, biolodzy ewolucyjni. Ich specjalnością są zięby Darwina. Laureaci Medalu Darwina z 2002 roku, Nagrody Kioto w dziedzinie nauk podstawowych z 2009 roku i Royal Medal z 2017 roku.

## Życiorys
Barbara Rosemary Grant urodziła się w Arnside w 1936 roku. Od młodych lat interesowała ją różnorodność środowiska. W wieku 12 lat przeczytała O powstawaniu gatunków Darwina. Ukończyła zoologię na Uniwersytecie Edynburskim, następnie objęła posadę wykładowcy na Uniwersytecie Kolumbii Brytyjskiej, gdzie poznała Petera. Doktorat z biologii ewolucyjnej uzyskała na Uniwersytecie w Uppsali w 1985 roku.
Peter Raymond Grant urodził się w 1936 roku w Londynie. Podjął studia na uniwersytecie Uniwersytecie w Cambridge, które ukończył w 1960 roku. Następne przeniósł się do Vancouver, gdzie na Uniwersytecie Kolumbii Brytyjskiej rozpoczął studia doktorskie z zoologii. Kilka dni po rozpoczęciu badań poznał Rosemary. Doktorat uzyskał w 1964 roku.
Para wzięła ślub po nieco ponad roku od poznania.
W 1985 roku rozpoczęli nauczanie na Uniwersytecie w Princeton.

## Badania naukowe
Najważniejsze dla swojej kariery badania przeprowadzili na wyspie Daphne Major w archipelagu Galapagos, gdzie badali ewolucyjne pochodzenie 14 gatunków zięb Darwina żyjących na wyspie. Badania rozpoczęli w 1973 roku i prowadzili je przez ponad 35 lat, spędzając na wyspie kilka miesięcy każdego roku. Odkryli, że morfologia i zachowania zwierząt potrafią zmieniać się bardzo szybko w odpowiedzi na zmiany środowiska. Szczególne znaczenie miał rok 1977, kiedy z powodu wyjątkowo suchej pory deszczowej wiele zięb zginęło. Obserwacje Grantów wykazały, że już kolejne pokolenie ptaków miało większe i twardsze dzioby, które pozwoliły lepiej niż ich rodzicom przetrwać suchy okres żywiąc się twardymi ziarnami roślin Tribulus.

## Nagrody i wyróżnienia
- 1987, członkostwo w Royal Society – Peter[5]
- 1998, Edward O. Wilson Naturalist Award[6]
- 1994, Leidy Award[7]
- 2002, Medal Darwina[3]
- 2003, Loye and Alden Miller Research Award[8]
- 2005, Balzan Prize[9]
- 2007, członkostwo w Royal Society – Rosemary[10]
- 2008, Medal Darwina-Wallace’a[11]
- 2009, Nagroda Kioto[4][1]
- 2017, Royal Medal[12]

## Publikacje
- Peter Grant i inni, Darwin’s finches: Population variation and natural selection, „Proceeding National Academy of Sciences” (73), 1976, s. 257-261, PMID: 1061123.
- Rosemary Grant, Peter Grant, Darwin’s finches: Population variation and sympatric speciation, „Proceeding National Academy of Sciences” (76), 1979, s. 2359-2363, PMID: 16592654.
- Rosemary Grant, Peter Grant, Evolutionary Dynamics of a Natural Population: Large Cactus Finch of the Galapagos, Chicago: University of Chicago Press, 1989, ISBN 978-0-226-30590-5, OCLC 924902041. Brak numerów stron w książce
- Rosemary Grant, Peter Grant, Unpredictable evolution in a 30-year study of Darwin’s finches, „Science” (296), 2002, s. 707-711, DOI: 10.1126/science.1070315, PMID: 11976447.
- Rosemary Grant, Peter Grant, Evolution of character displacement in Darwin’s finches, „Science” (313), 2006, s. 224-226, DOI: 10.1126/science.1128374, PMID: 16840700.
- Rosemary Grant, Peter Grant, How and Why Species Multiply: The Radiation of Darwin’s Finches, Princeton: Princeton University Press, 2008, ISBN 978-0-691-14999-8, OCLC 827800919. Brak numerów stron w książce
- Rosemary Grant, Peter Grant, 40 Years of Evolution: Darwin’s Finches on Daphne Major Island, Princeton: Princeton University Press, 2014, ISBN 978-0-691-16046-7, OCLC 885442943. Brak numerów stron w książce